# 吳家俊
吳家俊（?—?），江西省撫州府臨川縣人，清朝政治人物、進士出身。

## 生平
光緒十八年（1892年），参加光緒壬辰科殿試，登進士二甲36名。同年五月，改翰林院庶吉士。光緒二十一年四月，散館，著以知县即用。